# Organizzazione internazionale dell'aviazione civile

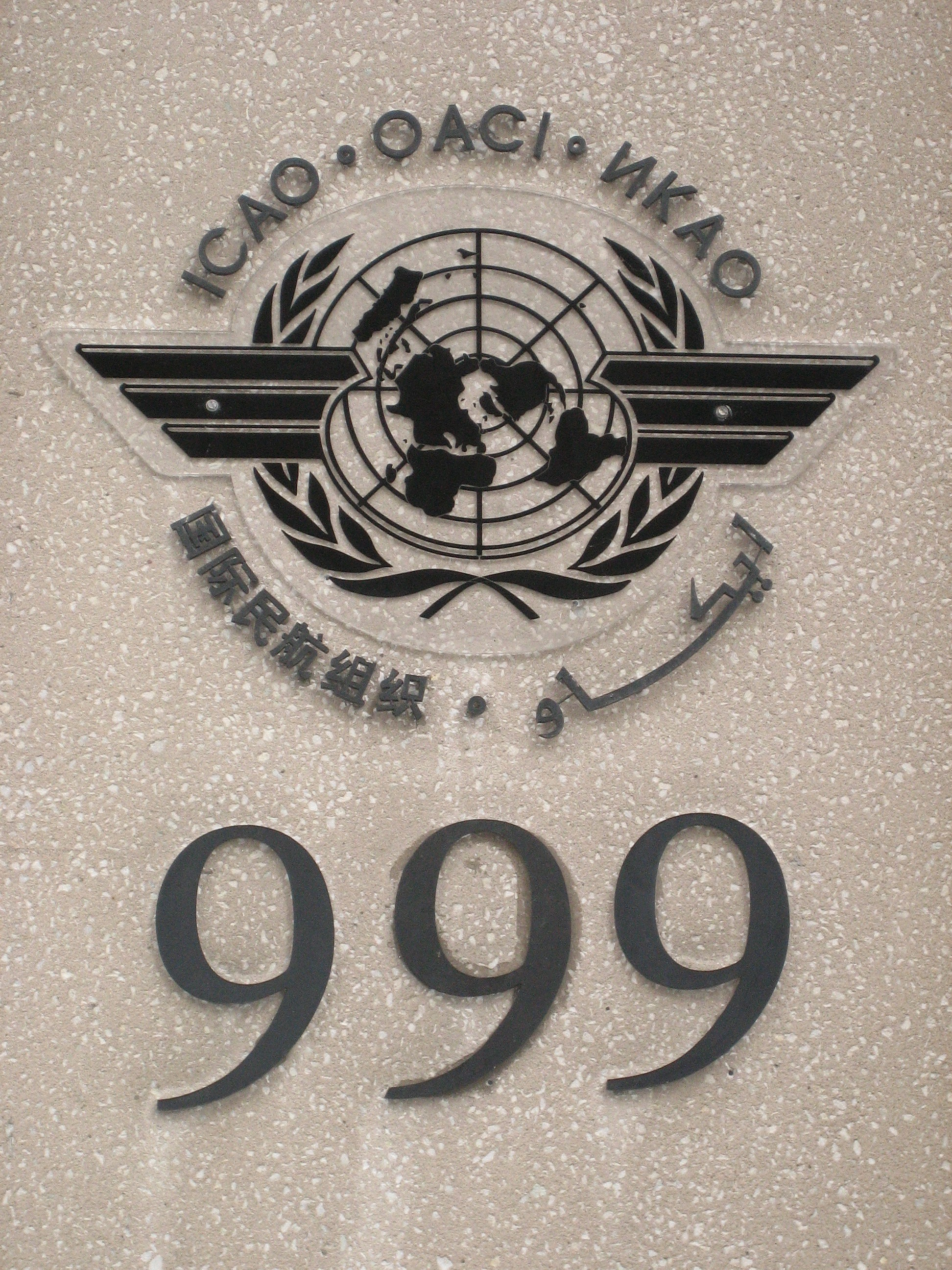
Ingresso della sede ICAO a Montréal

L'Organizzazione internazionale dell'aviazione civile (in inglese International Civil Aviation Organization, abbreviato in ICAO) è un'agenzia autonoma delle Nazioni Unite incaricata di sviluppare i principi e le tecniche della navigazione aerea internazionale, delle rotte e degli aeroporti e promuovere la progettazione e lo sviluppo del trasporto aereo internazionale rendendolo più sicuro e ordinato. È inoltre il principale ente di normazione e regolamentazione mondiale.

## Descrizione
Il Consiglio dell’ICAO adotta degli standard e delle raccomandazioni riguardanti la navigazione aerea e l'aviazione civile. Inoltre, l'ICAO definisce i protocolli per le indagini sugli incidenti aerei, seguiti dalle autorità per la sicurezza del trasporto dei singoli Paesi aderenti.
La sede della ICAO si trova a Montréal, in Canada; i Paesi membri oggi sono 193.
L'ICAO non va confusa con la IATA (International Air Transport Association), un'organizzazione di compagnie aeree con sede anch'essa a Montreal. Sia l'ICAO che la IATA hanno sviluppato un sistema di codici per gli aeroporti e le compagnie aeree. L'ICAO usa un codice di 4 lettere per gli aeroporti e di 3 lettere per le linee aeree. I codici IATA verranno uniformati a quelli ICAO.
L'ICAO in Italia può essere anche indicata con la sigla OACI (Organizzazione dell'aviazione civile internazionale). Il suo ente nazionale corrispondente è l'ENAC.

## Storia
L'ICAO nasce inizialmente col nome PICAO  come consiglio provvisorio in seno all'assemblea per l'aviazione civile internazionale tenutasi tra il 1º novembre e il 7 dicembre 1944, durante la cosiddetta convenzione di Chicago; gli Stati partecipanti allora furono 52. Lo scopo del PICAO era quello di elaborare e coordinare le norme transitorie da adottare per un periodo di 3 anni, al fine di porre le basi per un ente internazionale dell'aviazione civile. Il PICAO divenne ICAO durante l'assemblea plenaria a cavallo tra il maggio e il giugno 1946 a Montréal, luogo che successivamente divenne la sua sede definitiva. Venne in particolare ratificata la sua fondazione il 5 marzo 1947 e cominciò ad essere operativa il mese seguente.
L'obiettivo fondamentale inizialmente era quello di sviluppare le nuove tecnologie dell'aviazione civile efficacemente e in sicurezza. Nel 1952 si introdusse a tale scopo un ufficio apposito, il Technical Cooperation Bureau (TCB), incaricato di sviluppare e portare a compimento il Technical Cooperation Programme, ossia il programma di notifica e assistenza sullo sviluppo di nuove tecnologie.

## Standard dell'ICAO
L'organizzazione stabilisce due tipi di regole: norme tecniche (standard) e pratiche raccomandate (dette anche SARPS o Annessi), queste ultime modificabili secondo le esigenze locali.
I parametri stabiliti sono invece:
- ISA, International Standard Atmosphere: aria standard, per tarare tutti gli strumenti (stabilita al livello del mare):
- temperatura: 15 °C
- pressione: 1013,25 hPa (29,92 inHg oppure 760 mmHg)
- Densità: 1,225 kg/m³.
- MSL, Medium Sea Level: 45° latitudine (secca, cioè senza umidità)
- gradiente termico verticale: −6,5 °C × 1000 m / −2 °C × 1000 ft
- gradiente barico verticale: −1 hPa ogni 27 ft (8,2 m)
- miglio nautico: 1,852 km
- nodo (knot): 1 nm/h (miglio nautico/ora)
- miglio terrestre: 1,609 km